# Галліцин (Пенсільванія)
Галліцин (англ. Gallitzin) — місто (англ. borough) в США, в окрузі Кембрія штату Пенсільванія. Населення — 1536 осіб (2020).

## Географія
Галліцин розташований за координатами 40°28′51″ пн. ш. 78°33′17″ зх. д. / 40.48083° пн. ш. 78.55472° зх. д. (40.480954, -78.554703).  За даними Бюро перепису населення США в 2010 році місто мало площу 1,90 км², уся площа — суходіл.

## Демографія
Згідно з переписом 2010 року, у селищі мешкало 1668 осіб у 696 домогосподарствах у складі 454 родин. Густота населення становила 880 осіб/км².  Було 774 помешкання (408/км²).
Расовий склад населення:
| - 98,5 % — білих - 0,6 % — чорних або афроамериканців - 0,1 % — азіатів |

До двох чи більше рас належало 0,6 %. Частка іспаномовних становила 1,5 % від усіх жителів.
За віковим діапазоном населення розподілялося таким чином: 21,8 % — особи молодші 18 років, 63,6 % — особи у віці 18—64 років, 14,6 % — особи у віці 65 років та старші. Медіана віку мешканця становила 39,7 року. На 100 осіб жіночої статі у селищі припадало 94,2 чоловіків;  на 100 жінок у віці від 18 років та старших — 93,0 чоловіків також старших 18 років.
Середній дохід на одне домашнє господарство  становив 44 147 доларів США (медіана — 37 554), а середній дохід на одну сім'ю — 51 960 доларів (медіана — 46 083). Медіана доходів становила 36 029 доларів для чоловіків та 30 000 доларів для жінок. За межею бідності перебувало 20,5 % осіб, у тому числі 30,1 % дітей у віці до 18 років та 7,8 % осіб у віці 65 років та старших.
Цивільне працевлаштоване населення становило 594 особи. Основні галузі зайнятості: освіта, охорона здоров'я та соціальна допомога — 28,3 %, роздрібна торгівля — 11,8 %, виробництво — 11,3 %, транспорт — 11,1 %.